# Tay
Tay (gælisk: Tatha) er den længste flod i Skotland og den syvendelængste i Storbritannien. Den starter sit løb i det vestligt Skotland, hvor den har sine kilder i bakkerne af Ben Lui (Beinn Laoigh). Herfra løber vandet mod øst over Det skotske højland, gennem Loch Dochart, Loch Iubhair og Loch Tay. Floden fortsætter gennem Strathtay (se Strath) i Midtskotland, videre mod sydøst gennem Perth, hvor den bliver tidevandsafhængig og munder ud i Firth of Tay, syd for Dundee. Det er den største flod i Storbritannien målt på vandgennemstrømning. Tay afvander et cirka 5.200 km2 stort område, hvilket er markant større end de to andre store skotske floder Tweed (3.900 km2) og Spey (1.097 km2).
Tay løb over sine bredder i januar 1993 og forårsagede skade for 10 millioner pund og gjorde 1.000 beboere i Perthshire hjemløse.
Oversvømmelsen førte til opførelsen af en lang stenbarriere ved Perth til en pris af 25 millioner pund.